# Río Satilla (Georgia)

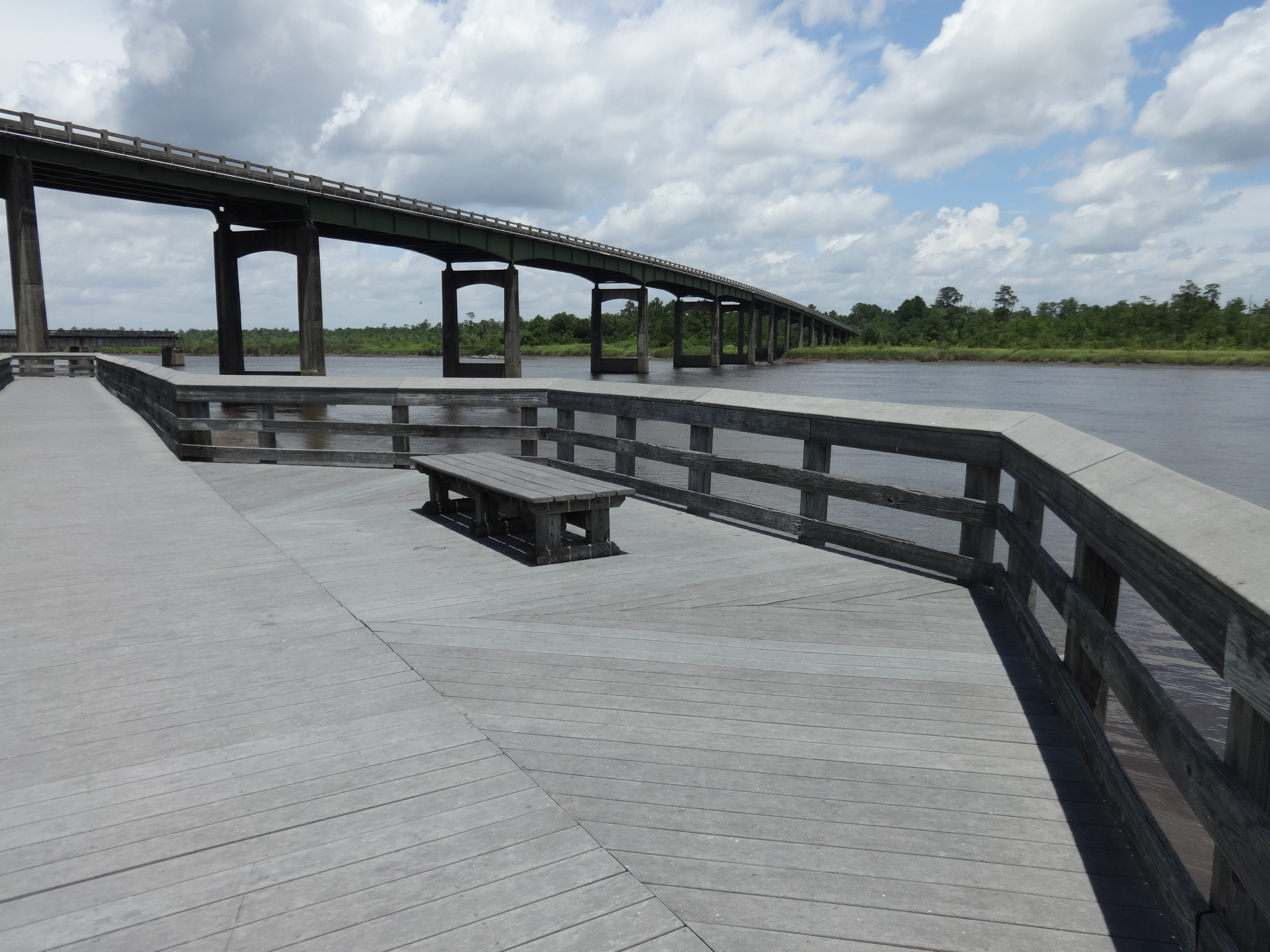
Satilla River Waterfront Park y el puente de la Ruta 17 de EE. UU. en Woodbine, Georgia

El río Satilla nace en el condado de Ben Hill, Georgia, Estados Unidos, cerca de la ciudad de Fitzgerald, y fluye en dirección principalmente hacia el este hasta el océano Atlántico. 

## Descripción
A lo largo de sus aproximadamente 235 millas (378,2 km) atraviesa su curso las ciudades de Waycross, Waynesville y Woodbine. El Satilla drena un cuenca fluvial de  casi 4000 millas cuadradas (10 360 km²) de territorio, todo ello en la llanura costera del sureste de Georgia. Tiene bancos de arena blanca y es el río de aguas negras más grande situado íntegramente dentro de Georgia. El Satilla tributa al Océano Atlántico a unas 10 millas (16,1 km) al sur de Brunswick, en el paralelo 31 norte, en la Satilla River Marsh Island (Isla pantanosa del río Satilla). El río toma su nombre de un oficial español llamado Santa Illa, y con el tiempo el nombre se corrompió para formar la palabra Satilla. El explorador francés Jean Ribault llamó al río Somme cuando lo encontró en 1562. Más tarde, Jacques le Moyne le dio al río el nombre de Aisne.

## Ecología
El río Satilla es uno de los pocos lugares en Georgia donde se puede observar los lugares de anidación de los pelícanos pardos.
En mayo de 2010, la ciudad de Waycross compró la trampa de basura Bandalong y la instaló en Arroyo Tebeau, un afluente del río Satilla. La trampa fue inventada en Australia, pero Storm Water Systems la fabrica en los Estados Unidos. Aunque la ciudad ha mantenido una buena reputación con la División de Protección Ambiental, la ciudad quería tomar medidas para reducir la cantidad de basura generada por el hombre que ingresa al río Satilla y, en última instancia, al Océano Atlántico.